# Václav Dřevo
Václav Dřevo (18. prosince 1901, Zákolany  – 6. ledna 1968, Chotýš) byl český hasič, pedagog, redaktor a autor učebnic dějepisu. Za druhé světové války byl kvůli své odbojové činnosti vězněn v Terezíně.

## Život
Narodil se v Zákolanech, navštěvoval školu v Minicích a v Kralupech nad Vltavou. Měšťanskou školu dokončil v Kutné Hoře, kde také v letech 1917 – 1921 absolvoval učitelský ústav, o dva roky později složil zkoušku způsobilosti. Svojí pedagogickou činnost začal v roce 1921 na škole v Číhovicích. Ve stejné době se stal také hasičem ve sboru v nedalekých Senožatech, později byl zvolen činovníkem v humpolecké hasičské župě. Tam se podílel na založení hasičské pohřební pokladny. Jako učitel mezitím působil v Senožatech a Šimanově. V roce 1935 se stal řídícím učitelem ve škole v Janovicích, kde byl krátce na to zvolen velitelem polenské hasičské župy. Snažil se o osvětu a zlepšení organizace hasičů v Československu. V následujícím roce se podílel na založení věstníku Hasičská stráž a stal se jeho odpovědným redaktorem. Věstník vycházel v nákladu 600 kusů a měl odběratelé i z ostatních krajů a z Jugoslávie. Václav Dřevo byl rovněž přispěvatelem do Hasičských rozhledů, Družstevních novin, Rodinného kalendáře  českého hasičstva a časopisů Zálesí a Havlíčkův kraj. Byl také předsedou branné komise České zemské hasičské jednoty a velitelem Civilní protiletecké obrany v Janovicích. V prosinci 1938 se stal předsedou tiskové komise České zemské hasičské jednoty, čímž se stal vedoucím představitelem českého hasičského tisku.
V květnu 1939 se stal řídícím učitel ve škole v Dolní Krupé. Kromě činnosti v tiskové komisi České zemské hasičské jednoty vykonával funkci zástupce velitele Okresní hasičské jednoty v Německém Brodě. Od roku 1942 spolupracoval s podzemním hnutím českého odboje mimo jiné s Radou tří. Od roku 1943 působil v hasičském odboji, kde se podílel na organizování hasičů pro boj s nacisty. Následkem čehož byl 13. září 1944 zatčen gestapem na nádraží v Německém Brodě. Následně byl tři měsíce držen a vyslýchán v Kolíně a poté převezen do věznice na Pankráci v Praze. Byl obviněn z velezrady, pokusu odtržení části Říše, organizování odboje a sabotáže s benzínem. Dne 7. února 1945 byl uvězněn v Malé pevnosti Terezín, v cele č. 44. Tam se nakazil skvrnitým tyfem. Po osvobození a částečném vyléčení se 20. května vrátil domů. Již v červnu roku 1945 vydal v Havlíčkově Brodě knihu Terezín Malá pevnost: dějiny cely č. 44 - cely smrti a seznam těch, kteří v ní byli jako nejtěžší vězni Terezína umístěni. Následně byl obviněn kvůli několika tendenčním článkům z období okupace, pomocí kterých kryl svojí odbojovou činnost. Poté se stáhl z veřejného života. Po vyléčení, od listopadu roku 1945 do února roku 1946, ještě učil v Dolní Krupé. Následně učil ve škole v Klučově. Na důchod se i s manželkou přestěhoval do Chotýše, kde 6. ledna 1968 zemřel, jeho manželka Štěpánka zemřela krátce po něm 27. ledna 1968.